# Liste der Biografien/Hofk
Liste der Biografien |
Portal Biografien |
Personensuche
# |
A |
B |
C |
D |
E |
F |
G |
H |
I |
J |
K |
L |
M |
N |
O |
P |
Q |
R |
S |
T |
U |
V |
W |
X |
Y |
Z |
?
 
Ha |
Hd |
He |
Hi |
Hj |
Hk |
Hl |
Hm |
Hn |
Ho |
Hr |
Hs |
Ht |
Hu |
Hv |
Hw |
Hy
 
Hoa |
Hob |
Hoc |
Hod |
Hoe |
Hof |
Hog–Hok |
Hol |
Hom |
Hon |
Hoo |
Hop |
Hoq |
Hor |
Hos |
Hot |
Hou |
Hov |
How |
Hox |
Hoy |
Hoz
 
Hofa |
Hofb |
Hofd |
Hofe |
Hoff |
Hofg |
Hofh |
Hofi |
Hofk |
Hofl |
Hofm |
Hofn |
Hofp |
Hofr |
Hofs |
Hoft |
Hofv |
Hofw |
Hofz
Die Liste der Biografien führt alle Personen auf, die in der deutschsprachigen Wikipedia einen Artikel haben. Dieses ist eine Teilliste mit 15 Einträgen von Personen, deren Namen mit den Buchstaben „Hofk“ beginnt.

## Hofk

### Hofke
- Höfken, Gustav (1811–1889), deutscher Journalist, Politiker und Nationalökonom, sowie österreichischer Ministerialbeamter
- Höfken, Hendrik (* 1977), deutscher Tänzer und Tanztrainer
- Höfken, Ulrike (* 1955), deutsche Politikerin (Bündnis 90/Die Grünen), MdBUlrike Höfken (* 1955)

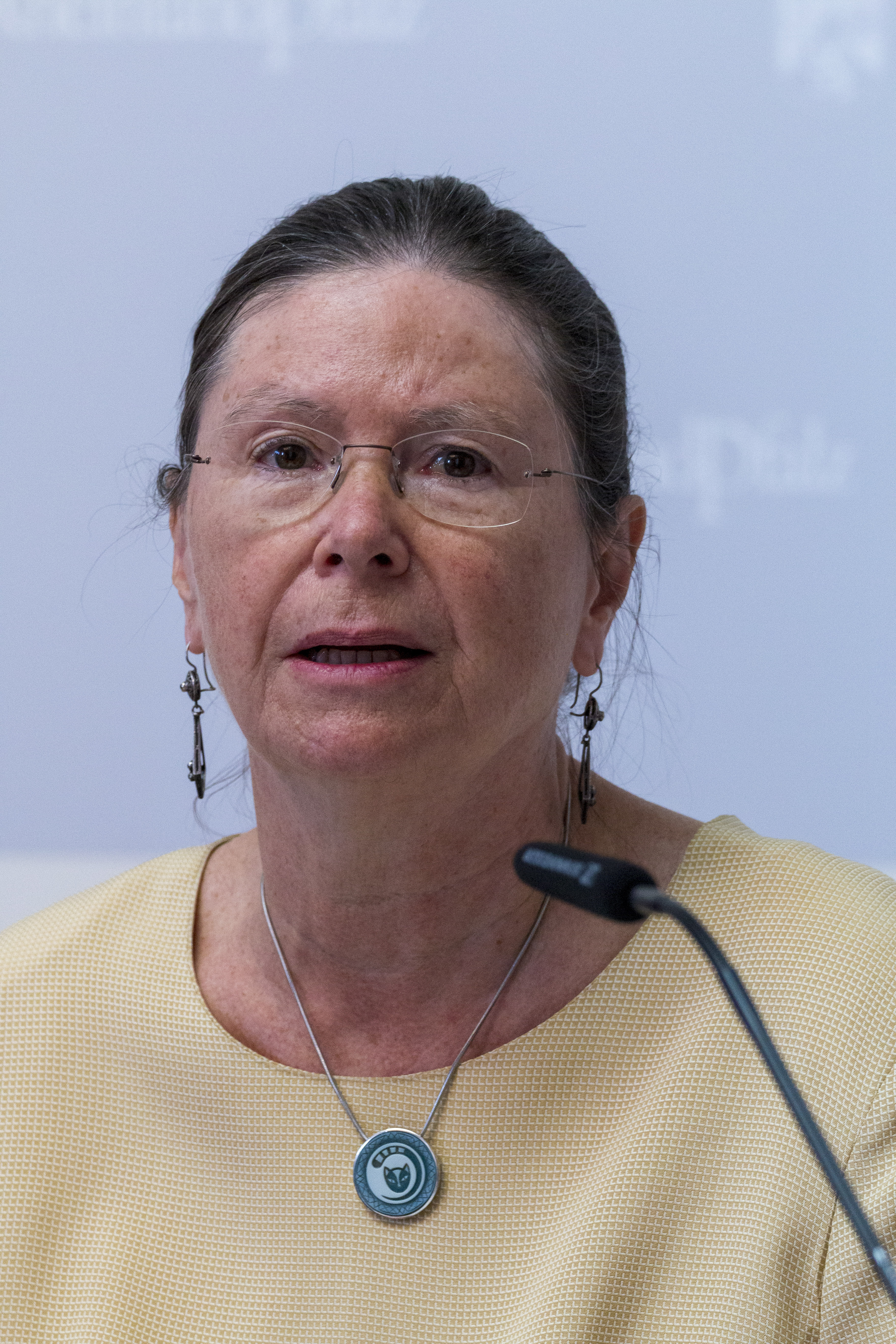
Ulrike Höfken (* 1955)

- Höfken-Hempel, Annie (1900–1965), deutsche Bildhauerin
- Höfkes, Melanie (* 1978), deutsche Fußballspielerin

### Hofki
- Hofkirchen, Georg Lorenz von (1649–1694), kursächsischer Generalwachtmeister
- Hofkirchen, Karl Ludwig von († 1692), kaiserlicher Kämmerer, Hofkriegsrat, General-Feldmarschall-Lieutenant und Obrist eines Regiments zu Fuß
- Hofkirchen, Lorenz von (1606–1656), General im Dreißigjährigen Krieg
- Hofkirchen, Wenzel Wilhelm von († 1679), österreichischer Adliger, Bischof von Seckau
- Hofkirchen, Wilhelm von (* 1527), österreichischer Feldmarschall, Hofkriegsrats-Präsident und Förderer des Protestantismus
- Hofkirchen, Wolf Lorenz von († 1672), adliger Offizier
- Hofkirchen, Wolfgang von (1555–1611), österreichischer Adliger, protestantischer Ständepolitiker und Statthalter von Niederösterreich
- Hofkirchner, Wolfgang (* 1953), österreichischer Informationswissenschaftler und Hochschullehrer für Internet und Gesellschaft

### Hofkn
- Hofknecht, Leni (1929–2021), deutsche Weitspringerin

### Hofku
- Hofkunst, Alfred (1942–2004), österreichisch-schweizerischer Grafiker, Bühnenbildner und Maler